# Aridarum
Aridarum Ridl. – rodzaj reofitycznych (w lasach opcjonalnie litofitycznych) chamefitów i hemikryptofitów, należący do rodziny obrazkowatych, liczący 10 gatunków endemicznych dla północnego obszaru Borneo, zasiedlających mokre głazy i skały w lasach tropikalnych, strumieniach i wodospadach oraz klify. Nazwa naukowa pochodzi od łacińskich słów aridum (suchy, zwiędły) i arum (roślina z rodzaju obrazków).

## Morfologia
PokrójRośliny wiecznie zielone, o maksymalnej wysokości od 15 cm (A. montanum) do 60 cm (A. borneense).
ŁodygaLeżąca i wzniesiona u szczytu lub wzniesiona, o długości od 1 do 10 cm.
LiścieRośliny tworzą kilka skrętolegle lub rzadziej naprzeciwlegle położonych liści. Ogonek u podstawy osadzony w pochwie. Języczek długi, zamierający. Blaszki liściowe sztywne, równowąskie do eliptycznych, z rurowatym kończykiem. Żyłki pierwszorzędowe pierzaste, niewyraźne, zbiegające się do żyłki brzegowej. Nerwacja dalszego rzędu równolegle-pierzasta.
KwiatyKwiatostan jednopienny, pojedynczy, typu kolbiastego pseudancjum, czasami zwisający. Szypułka dłuższa od ogonków liściowych lub równej długości. Pochwa elipsowata, zwinięta i otwarta wyłącznie na szczycie lub łódkokształtna i szeroko rozwarta u nasady. W dolnej części zielona, w górnej biała, spiczasta. Kolba cylindryczna, zwykle z kilkoma jałowymi kwiatami u podstawy. Kwiaty męskie położone bezpośrednio po żeńskich lub oddzielone wąskim paskiem prątniczek. Słupki nagie, płytkie, bocznie ściśnięte, sześciokątne do okrągłych. Zalążnie jednokomorowe z wieloma zalążkami położonymi u podstawy. Sznureczek wyraźny, wzniesiony. Znamię słupka osadzone, lekko wklęsłe centralnie, szerokości zalążni. Kwiaty męskie jedno- lub dwupręcikowe. Nitki wyraźne do bardzo krótkich. Pylniki położone przeciwstawnie lub obok siebie, po jednej stronie główki, zwężone wierzchołkowo, pękają przez szparę na wierzchołku koniuszka w kształcie rogu lub igły. Pyłek podłużno-elipsowaty.
OwoceJagody kuliste lub eliptyczne do cylindrycznych. Nasiona eliptyczne, wydłużone. Łupina podłużnie żeberkowana. Zarodek wydłużony. Bielmo obfite.

## Systematyka
Pozycja według Angiosperm Phylogeny Website (aktualizowany system APG IV z 2016)Należy do plemienia Schismatoglottideae, podrodziny Aroideae, rodziny obrazkowatych, rzędu żabieńcowców w kladzie jednoliściennych.
Pozycja rodzaju w systemie Reveala z roku 2007 (2010)Rodzaj nie został ujęty.
Pozycja rodzaju według Crescent Bloom (system Reveala z lat 1993–1999)Gromada okrytonasienne (Magnoliophyta Cronquist), podgromada Magnoliophytina (Frohne & U. Jensen ex Reveal), klasa jednoliścienne (Liliopsida Brongn.), podklasa obrazkowe (Aridae Takht.), nadrząd obrazkopodobne (Aranae Thorne ex Reveal), rząd obrazkowce (Arales Dumort.), rodzina obrazkowate (Araceae Juss.).
Gatunki
- Aridarum borneense (M.Hotta) Bogner & A.Hay
- Aridarum burttii Bogner & Nicolson
- Aridarum caulescens M.Hotta
- Aridarum crassum S.Y.Wong & P.C.Boyce
- Aridarum incavatum H.Okada & Y.Mori
- Aridarum minimum H.Okada
- Aridarum montanum Ridl.
- Aridarum nicolsonii Bogner
- Aridarum purseglovei (Furtado) M.Hotta
- Aridarum rostratum Bogner & A.Hay